# Armadillidium paeninsulae
Armadillidium paeninsulae är en kräftdjursart som beskrevs av Franco Ferrara och Stefano Taiti 1978. Armadillidium paeninsulae ingår i släktet Armadillidium och familjen klotgråsuggor. Inga underarter finns listade i Catalogue of Life.